# Vegyes rövid program szinkronúszás a 2016-os úszó-Európa-bajnokságon
A 2016-os úszó-Európa-bajnokságon a szinkronúszás vegyes rövid programjának fináléját május 13-án reggel rendezték a London Aquatics Centreben.

## Versenynaptár
Az időpontok helyi idő szerint olvashatóak (GMT +00:00).
| Dátum                   | Időpont | Forduló |
| ----------------------- | ------- | ------- |
| 2016. május 13., péntek | 8:30    | Döntő   |

## Eredmény
| # | Versenyző                           | Ország              | Pontok  |
| - | ----------------------------------- | ------------------- | ------- |
|   | Mihajela Kalancsa Alekszandr Malcev | Oroszország (RUS)   | 89,0902 |
|   | Manila Flamini Giorgio Minisini     | Olaszország (ITA)   | 86,1772 |
|   | Berta Ferreras Sanz Pau Ribes Culla | Spanyolország (ESP) | 82,0645 |
| 4 | Ekaterina Reznik Anton Timofejev    | Ukrajna (UKR)       | 80,4905 |